# Hoplarchus psittacus
Genre
Espèce
Hoplarchus psittacus est une espèce de poissons perciformes appartenant à la famille des Cichlidae. C'est la seule espèce de son genre Hoplarchus (monotypique).